# Cristian Bratu
Pour les articles homonymes, voir Bratu.
Cristian Bratu est un footballeur roumain né le 24 décembre 1977 à Pitești.

## Carrière
- 1997-98 : FC Argeș Pitești  Roumanie
- 1998-99 : FC Argeș Pitești  Roumanie
- 1999-00 : FC Argeș Pitești  Roumanie
- 2000-01 : Politehnica Timișoara  Roumanie
- 2001-02 : Politehnica Timișoara  Roumanie
- 2001-02 : FCM Reșița  Roumanie
- 2002-03 : Universitatea Craiova  Roumanie
- 2003-04 : Universitatea Craiova  Roumanie
- 2003-04 : Hapoël Ironi Rishon-Lezion  Israël
- 2004-05 : Hapoël Ironi Rishon-Lezion  Israël
- 2004-05 : Hapoël Jérusalem  Israël
- 2005-06 : Hapoël Jérusalem  Israël
- 2006-07 : Hapoël Jérusalem  Israël
- 2007-08 : Dacia Mioveni  Roumanie